# Bragança (Portugal)
Bragança [bɾɐˈɡɐ̃sɐ] (mirandesisch Bergáncia) ist eine Stadt (Cidade) und ein Kreis (Concelho) in Portugal mit 34.582 Einwohnern (Stand 19. April 2021). Sie ist die Hauptstadt des Distrikts Bragança. Das Haus Braganza ist ein von hier stammendes Adelsgeschlecht und stellte von 1640 bis 1853 die Könige Portugals, und von 1822 bis 1889 auch die Kaiser Brasiliens.
Bragança ist Sitz des römisch-katholischen Bistums Bragança-Miranda. Bischofskirche ist die neue Kathedrale Nossa Senhora Rainha.

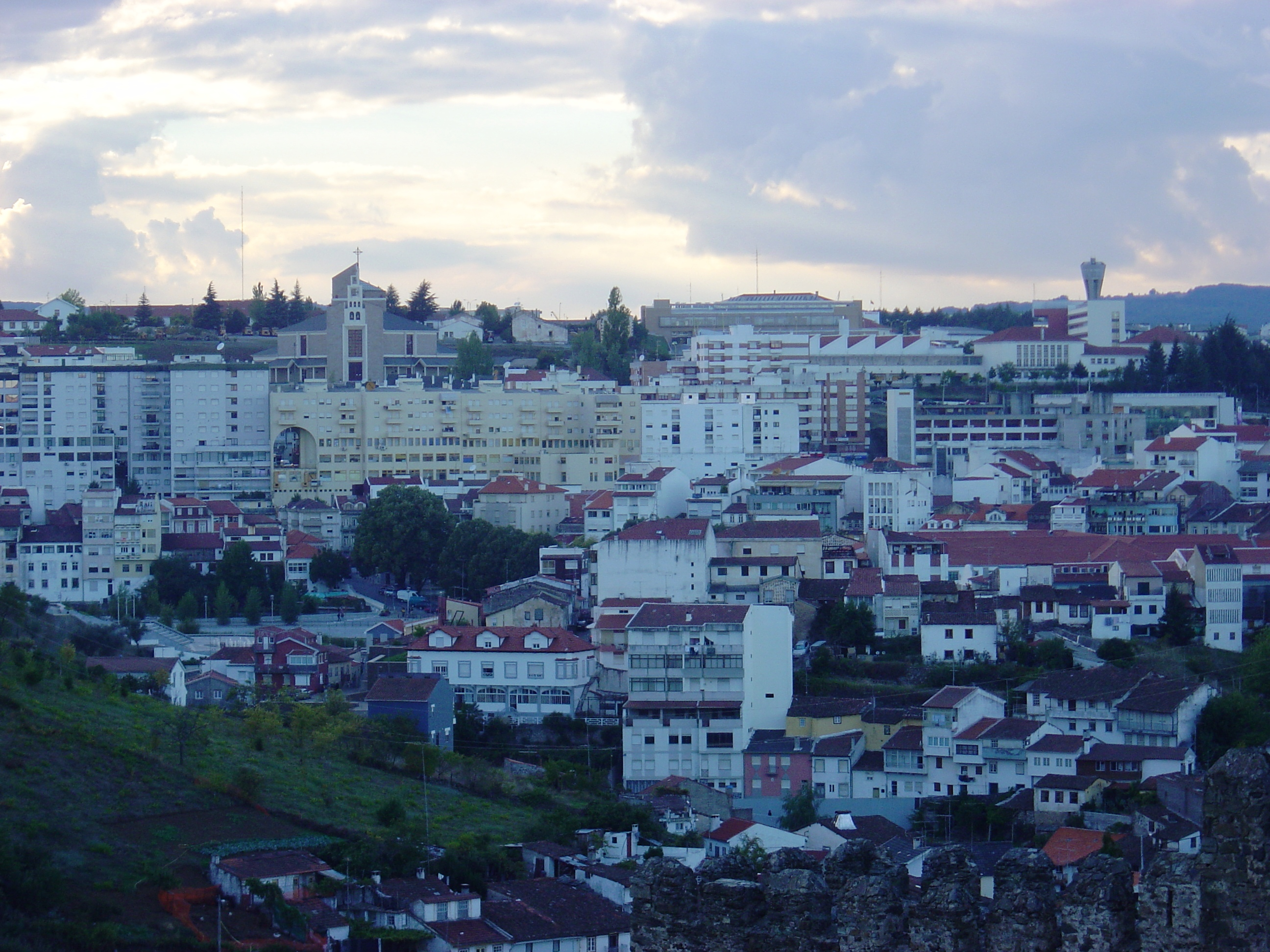
Blick von der Burg auf Bragança

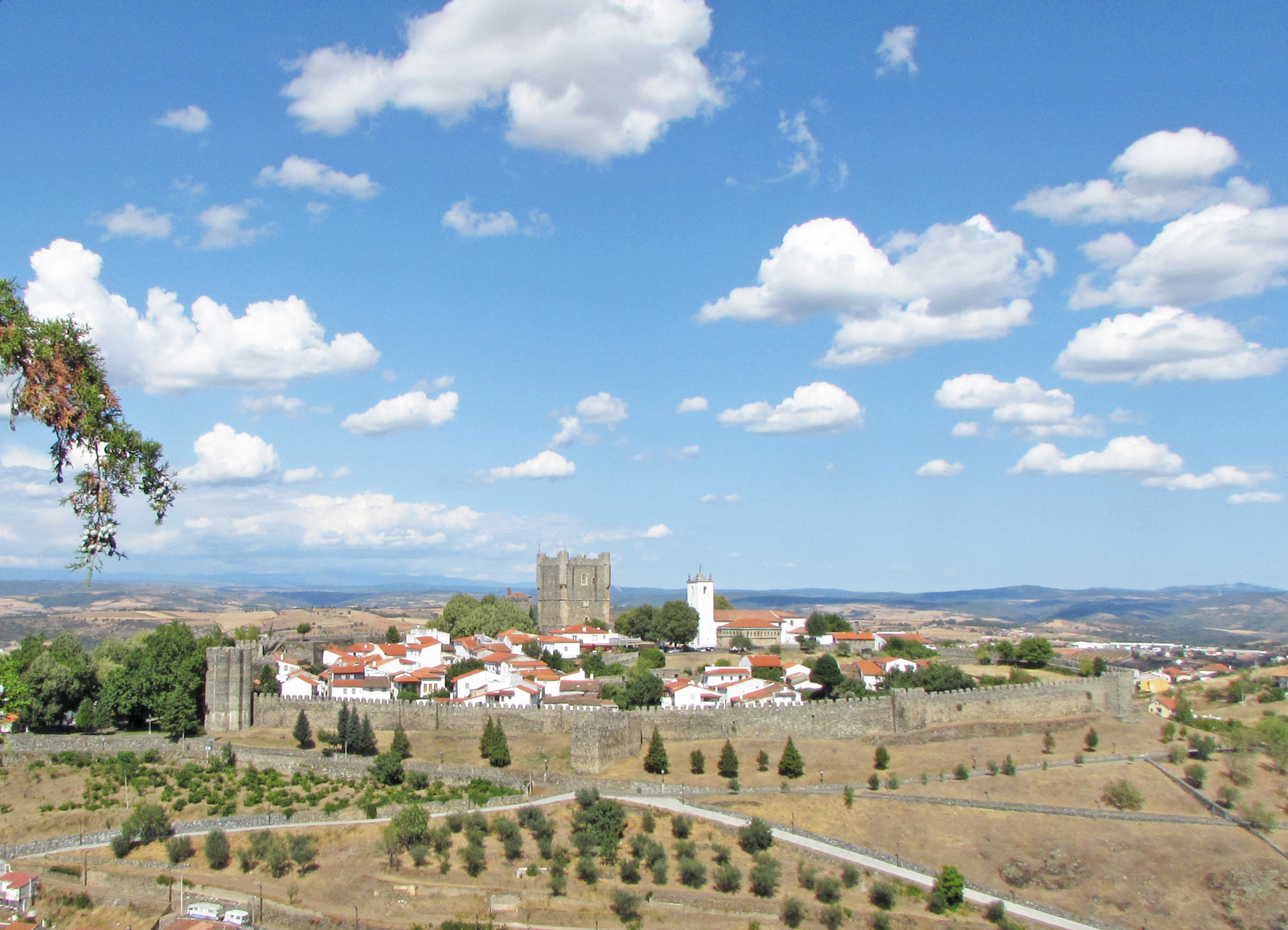
Castelo de Bragança von Süden

## Geschichte

### Bis zur Unabhängigkeit Portugals (1139)

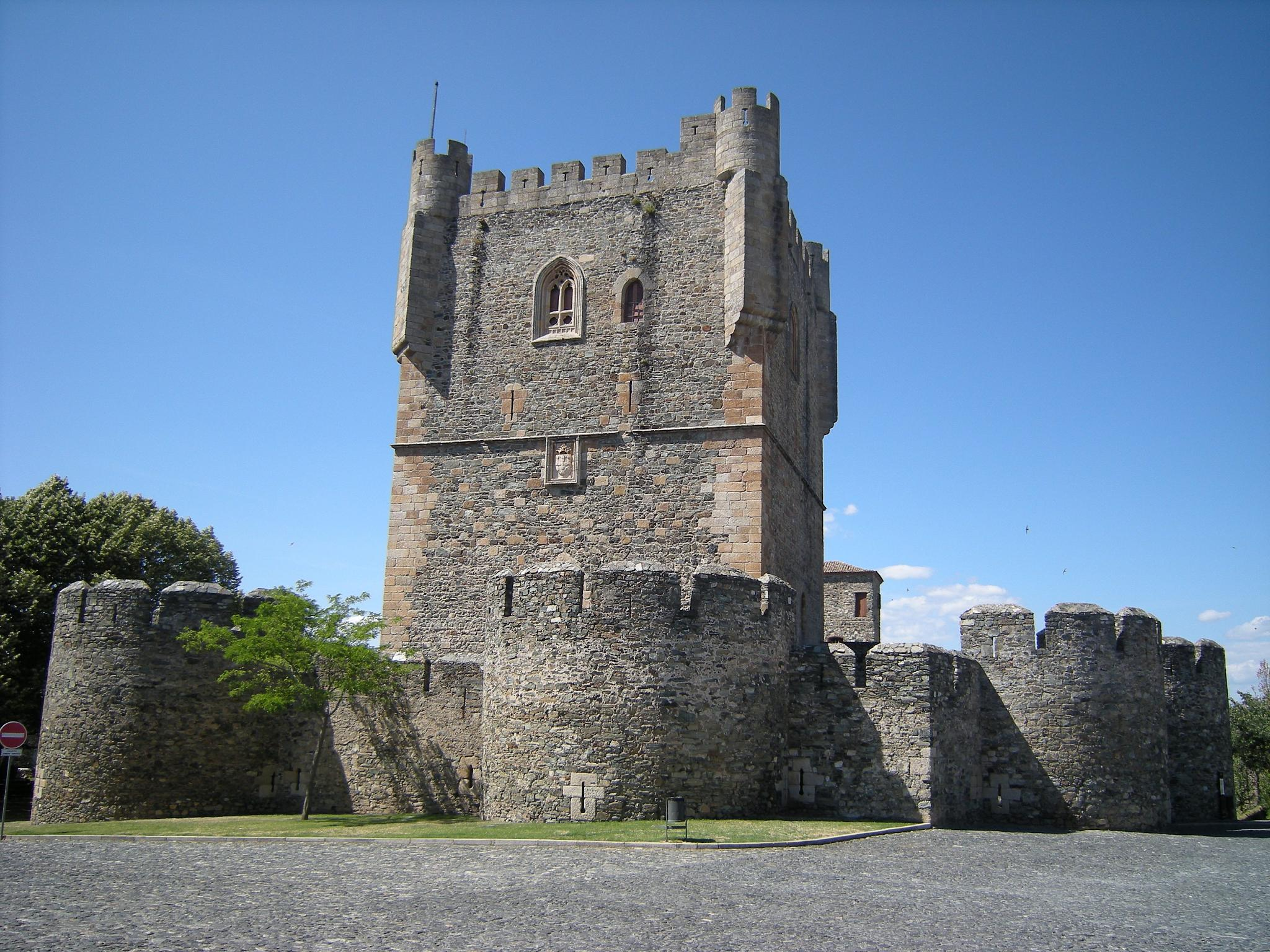
Blick auf den Turm der Burg

Funde und Ausgrabungen belegen eine Besiedlung seit der späten Altsteinzeit. Etwa seit dem Ende der Bronzezeit 700 bis 1000 v. Chr. siedelten hier verstärkt Menschen. Die Castrokultur der hier lebenden, asturisch-keltischen Zoelae- und Baniense-Etnien hielt sich in groben Zügen bis zum Erscheinen der Römer ab etwa dem 2. Jahrhundert v. Chr., deren Einfluss sich nur langsam, aber stetig bemerkbar machte. Überall im heutigen Kreisgebiet fand man römisch-lusitanische Grabmale, Keramiken und teils bronzene Münzen aus der Zeit, insbesondere in Castro de Avelãs, das vermutlich die bedeutendste Siedlung an der hier passierenden Römerstraße nach Astorga war. Der Atlas des Justus Perthes zeigt nur drei bekannte Orte in dieser Gegend, namentlich Aquae Flaviae (heute Chaves), Veniatia (heute Vinhais), und Zoelae (heute Castro de Avelãs), dem Hauptort des gleichnamigen keltischen Stammes. Die Region gehörte zur Provinz Gallaecia und unterstand der Verwaltung in Asturica Augusta (heute Astorga). Als ein damals existierender Ort, von dem sich das heutige Bragança direkt ableiten ließe, gilt Brigantia, jedoch gibt es wenig Informationen darüber.
Den Römern folgten Westgoten, und Sueben, die diese Region ihrem Reich anschlossen und den Weizenanbau einführten, eine der wenigen Hinterlassenschaften der Westgoten und Sueben, neben einigen hiesigen Ortsnamen wie Guadramil, Gimonde oder Samil. Die erste dokumentierte Erwähnung der Siedlung (Pagus), aus der sich das heutige Bragança entwickelte, fand sich in den Akten des Konzils von Lugo im Jahr 569 n. Chr., unter der Ortsbezeichnung Vergancia. Unter der Verwaltung des Königs Wamba war der Ort im Jahr 666 als Bregancia verzeichnet. Da jedoch die Unterlagen nicht im Original, sondern lediglich als spätere Abschriften existieren, bei denen Eigeninterpretationen der Schreiber nicht ausgeschlossen sind, gelten diese Daten nicht als uneingeschränkt gesichert.
Ab 711 wurden die Westgoten und Sueben von den Mauren vertrieben, die zumindest in den Gebieten oberhalb des Douro ebenfalls kaum Spuren hinterließen, im Gegensatz zu ihrem vielfältigen Erbe in ihren südlicheren Herrschaftsbereichen. Nur in überlieferten Sagen und in Ortsnamen wie Alfaião, Babe, Baçal, Bagueixe oder Mogadouro findet sich auch hier ein wenig dieses arabischen Erbes. Vermutlich war das Gebiet nur wenig bevölkert, als die Reconquista aufkam und die Mauren nach Süden drängte. Die einsetzende Besiedlung danach stand daher unter dem Einfluss Asturiens (später León), was sich noch heute in den Asturleonesischen Sprachen zeigt, die hier mit dem Mirandesisch und dem Guadramilés zwei überlebende Varianten haben. In einem Dokument des Königs Ramiro III. von León (Amtszeit 966–984) wird Bragança dann bereits als eine Gemeinde des Bistums Astorga offiziell erwähnt.

### Von 1139 bis heute

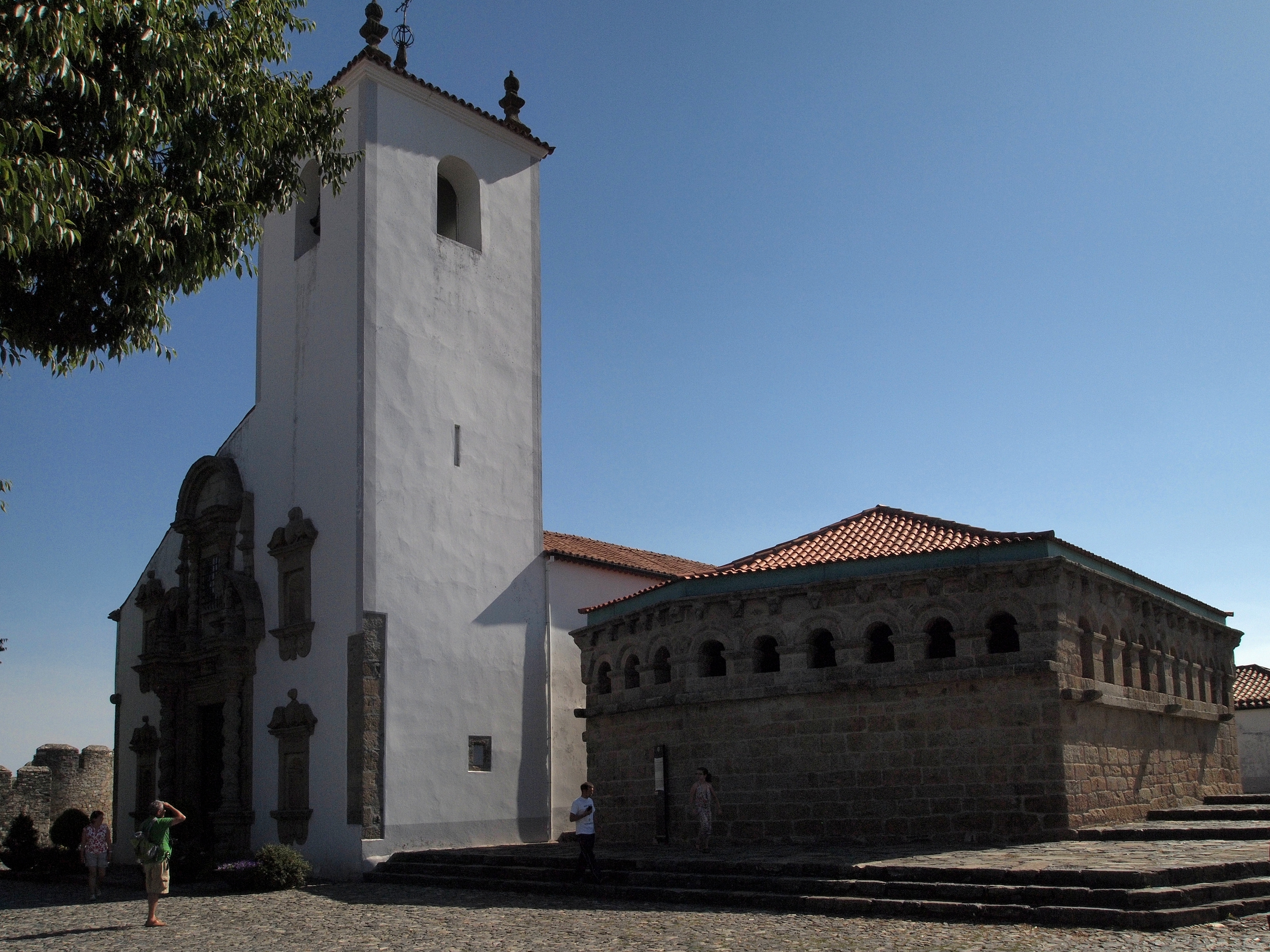
Das Domus Municipalis aus dem 13. Jahrhundert, daneben die Burgkirche

Durch seine erhöhte Lage an strategischen Verkehrswegen gewann Bragança zunehmend an Bedeutung, insbesondere nach der ungesicherten Unabhängigkeit des Königreich Portugals ab 1139. König D.Sancho I. baute den in der Reconquista stark zerstörten Ort wieder auf, befestigte ihn neu, und erteilte ihm 1187 Stadtrechte (Foral). 1199 befreite D.Sancho I. die Stadt aus der Belagerung durch Alfons IX. und legte den heutigen, portugiesischen Ortsnamen fest. König D.Afonso III. bestätigte die Stadtrechte 1253 und gab Bragança 1272 zudem Marktrechte. Der Ort blühte in der Folge auf.
Im Verlauf der Revolution von 1383 und dem Versuch des erbberechtigten Kastiliens, Portugal zu vereinnahmen, fiel Bragança an den Nachbarn. Seit 1401 ist es wieder portugiesisch. 1464 wurde die bisherige Vila (Kleinstadt) zur Cidade (Stadt) erhoben. König Manuel I. erneuerte die Stadtrechte mit einem neuen Foral 1514. Im Jahr 1770 wurde Bragança zudem Bischofssitz.

## Kultur und Sehenswürdigkeiten
Bragança hat ein mittelalterliches ummauertes Stadtgebiet, die Oberstadt, die auch Cidadela genannt wird. Symbol der Gemeindehoheit ist der Pelourinho (dt.: „Schandpfahl“), eine kapitellgekrönte Säule. Sie steht hier im eigens dafür durchbohrten „Porca da Vila“, der Skulptur eines Schweines, das ein in Nordportugal und den angrenzenden Regionen Spaniens verbreitetes Relikt aus keltischer Zeit darstellt. Dahinter steht der 33 Meter hohe Burgturm, in dem ein kleines Militärmuseum eingerichtet ist. Die zwei gut erhaltenen Mauerringe der Burganlage stammen aus der ursprünglichen Bauphase (1187–1189) und der zweiten Phase (14. Jahrhundert). Das Domus Municipalis war ein Versammlungshaus, auf deren langen Steinbänken sich die Stände der Stadt trafen oder sich mit dem König besprachen. Es gilt als ältester und am besten erhaltener Profanbau des Landes.
In der Unterstadt ist besonders die alte Kathedrale Sé Velha aus dem 16. Jahrhundert zu nennen, mit vergoldetem Holzschnitzwerk (Talha dourada), der Kreuzgang, und die mit 39 Bildern aus dem Leben des Ignatius von Loyola ausgestattete Sakristei. Im früheren Bischofspalast befindet sich das Heimatmuseum Museu Abade de Baçal, in der u. a. umfangreiche archäologische Sammlungen der Region zu sehen sind.
Zahlreiche Bürgerhäuser, historische öffentliche Gebäude, Brücken, Parks, Sakralbauten und Brunnen stehen unter Denkmalschutz. Auch der frühere Bahnhof (Estação Ferroviária de Bragança) aus dem späten 19. Jahrhundert zählt dazu. Er ist Teil des Zentralen Busbahnhofs der Stadt und ist zu einem Teil ein Transportmuseum.
Das Museu Ibérico da Máscara e do Traje zeigt Masken und Trachten der Region, einschließlich verwandter Traditionen auf spanischer Seite. Das Kunstmuseum Centro de Arte Contemporânea Graça Morais widmet sich der modernen Kunst.
Das Museu Nacional Ferroviário unterhält eine Außenstelle in der Stadt.

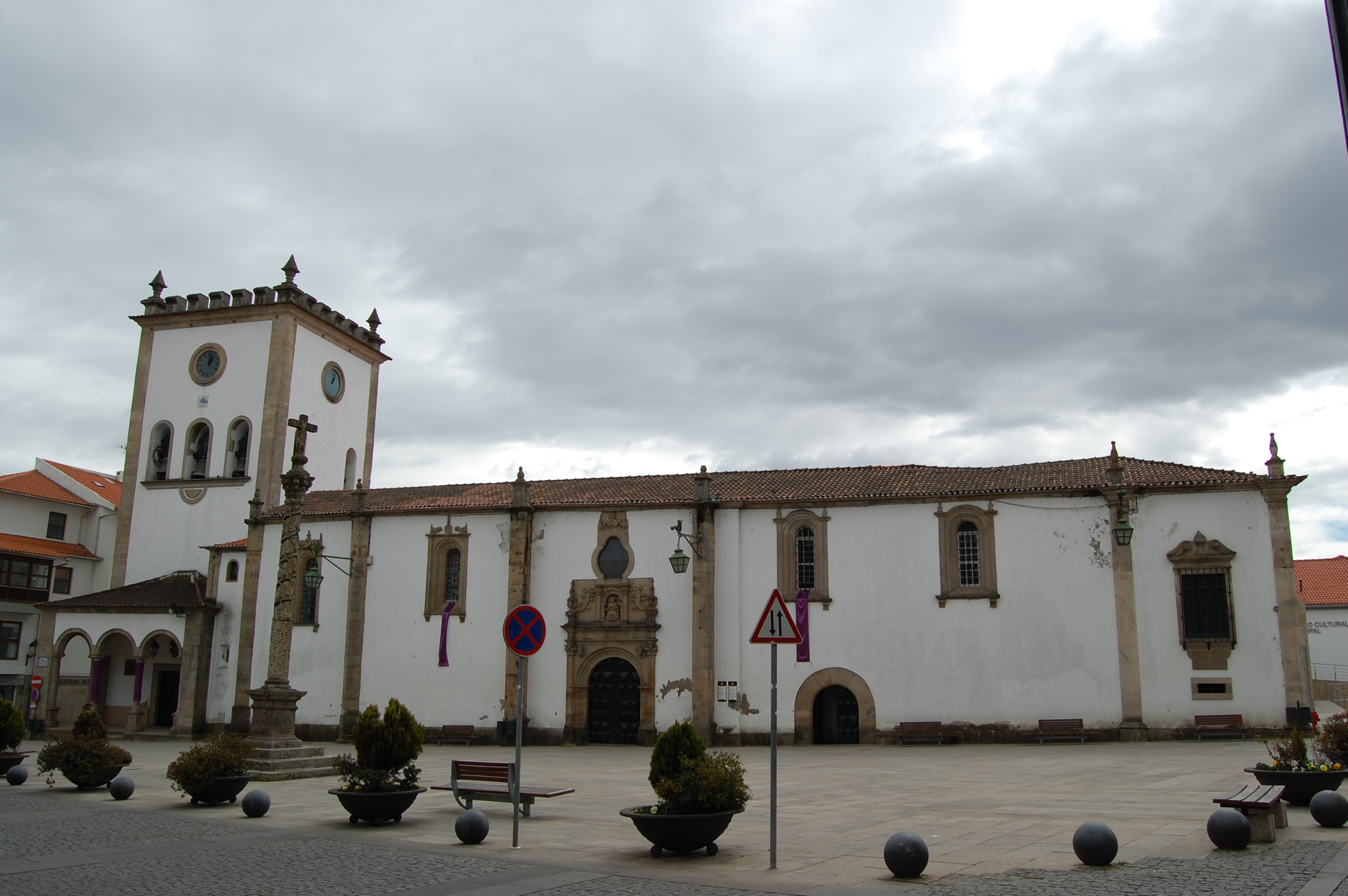
Dia alte Kathedrale Sé Velha von Bragança
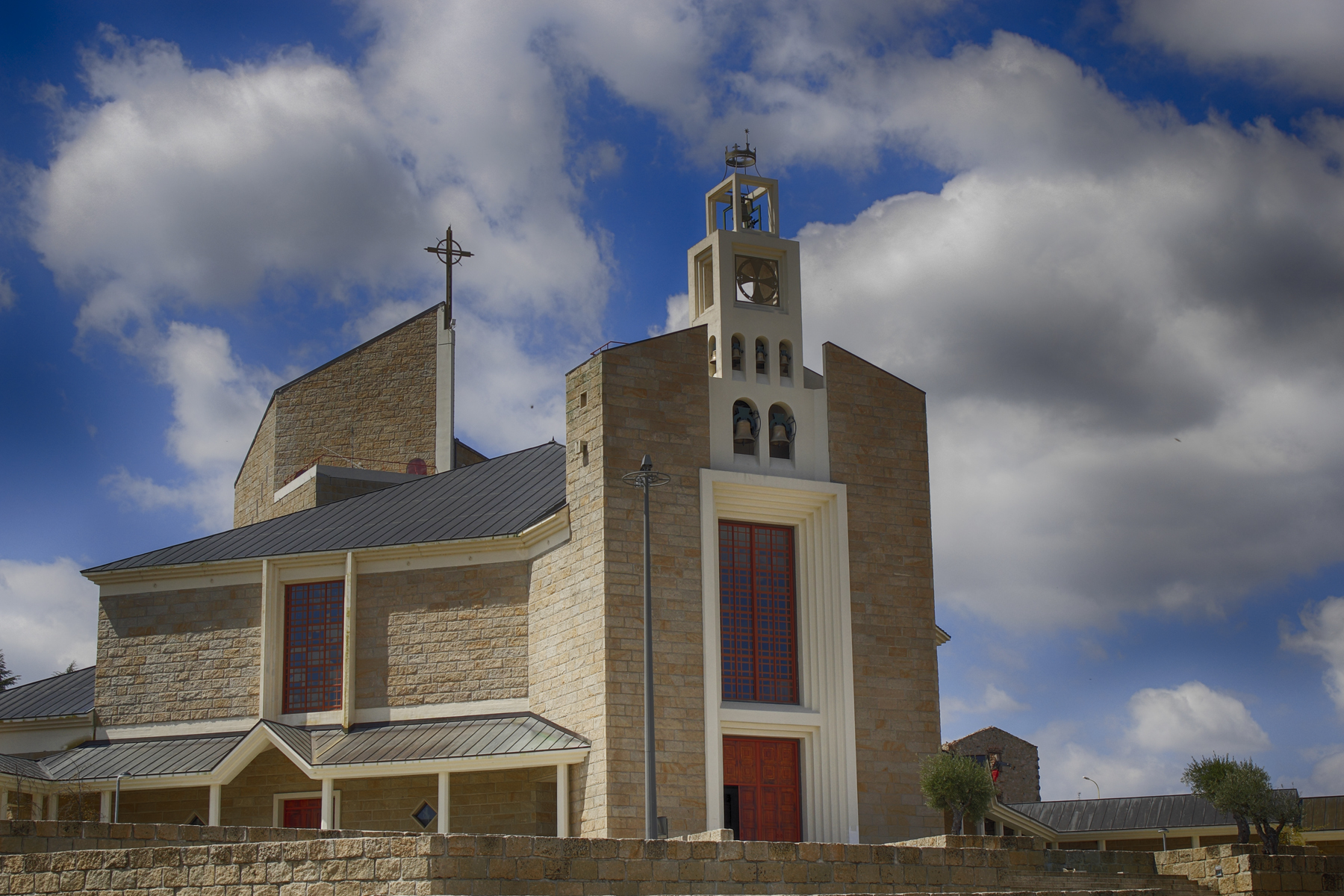
Die neue Kathedrale von Bragança
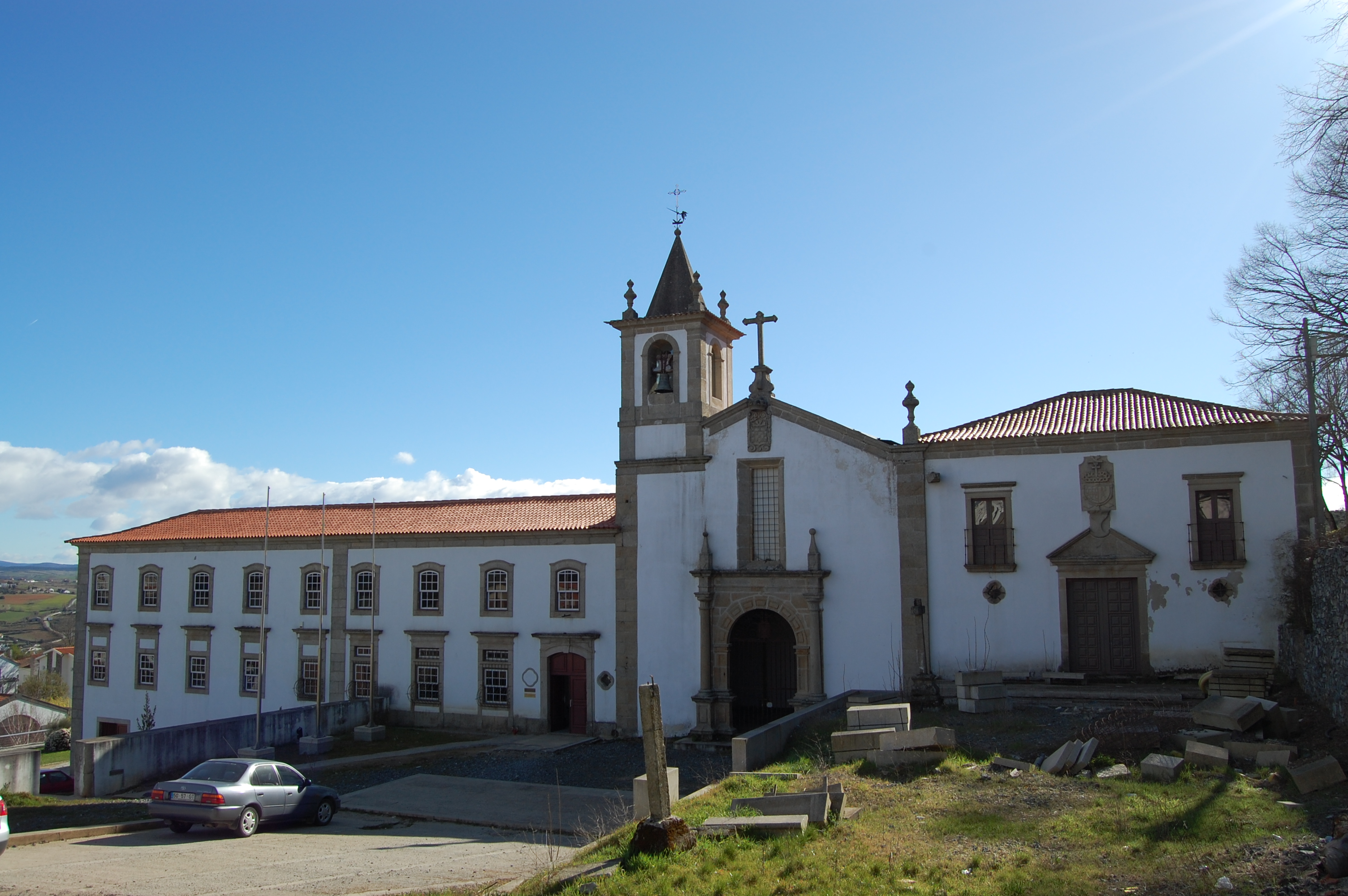
Das Kloster Convento de São Francisco
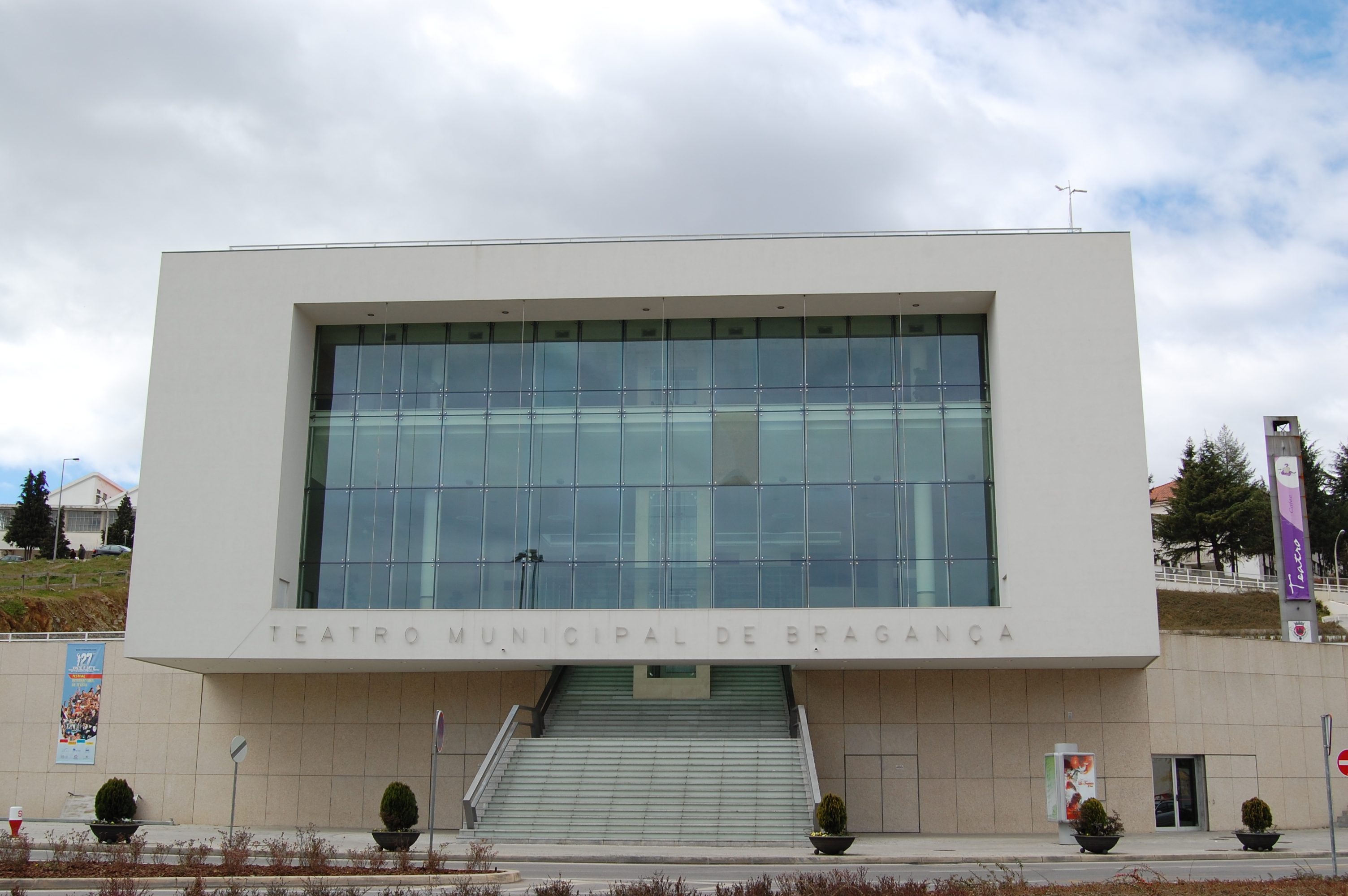
Das Stadttheater (Teatro Municipal)

## Verkehr

### Eisenbahn und Fernbus
Die Stadt war Endstation der Eisenbahnstrecke Linha do Tua, bis das Teilstück von Mirandela bis Bragança 1991 eingestellt wurde. Der Bahnhof wurde zu einem kleinen Bahnmuseum umgebaut, und der Busbahnhof in seiner Nähe ausgebaut. Verschiedene regionale Buslinien verkehren nun hier, insbesondere nach Porto bestehen regelmäßige Busverbindungen. Bragança ist in das landesweite Busnetz der Rede Expressos eingebunden.

### Fernstraßen
Die nordöstlichste Stadt des Landes war bis zum Jahr 2013 neben Portalegre und Beja eine der drei Distriktshauptstädte ohne Autobahnanschluss, jedoch war die IP4 (Teil der Europastraße 82) streckenweise bereits mehrspurig ausgebaut worden. Inzwischen ist Bragança durch die (gebührenpflichtige) Autobahn A4 mit dem Ballungsraum Porto verbunden. Von Bragança bis zur spanischen Grenze bei Quintanilha ist die A4 gebührenfrei; sie geht dann in die gut ausgebaute Landstraße nach Zamora über. Abgesehen von dieser Autobahn sind die Fernstraßen zwar meist in gutem Zustand, jedoch wegen des bergigen Geländes äußerst kurvenreich, so dass ihre Benutzung zeitraubend ist.

### Flughafen
Mit dem etwa zehn Kilometer nördlich gelegenen Flughafen Bragança unterhält die Stadtverwaltung einen Regionalflughafen, den AeroVip werktäglich mit Vila Real, Viseu, Cascais und Portimao verbindet.

### Öffentlicher Nahverkehr
Die städtischen Verkehrsbetriebe (STUB – Serviços de Transportes Urbanos de Bragança) decken das Stadtgebiet mit vier farblich unterschiedenen Buslinien im halbstündlichen Takt ab, den Linhas Urbanas (dt.: städtische Linien), mit der gelben, grünen, roten und blauen Linie. Eine Besonderheit ist die Linha Azul (dt.: Blaue Linie), die mit Elektrobussen ohne feste Haltestellen eine Route durch den Ortskern im 15-Minuten-Takt befährt und auf Zuruf anhält. Von 8:00 bis 19:00 Uhr verkehrt die Linie, zu der jedes Ticket der STUB zur Mitfahrt berechtigt.
Zusätzlich unterhalten die STUB zwölf Linhas Rurais (dt.: ländliche Linien), die die Gemeinden des Ortes im Stundentakt befahren und mit Bragança verbinden.
Der ÖPNV in Bragança ist seit 2020 kostenlos.

## Städtepartnerschaften
Mit folgenden Städten besteht eine Städtepartnerschaft:
| - Spanien: Zamora (seit 1984) - Frankreich: Les Pavillons-sous-Bois (seit 1996) - Italien: Gallicano (Toskana) (seit 1997) - Spanien: La Bañeza, Provinz León (seit 2001) | - Brasilien: Bragança Paulista (seit 2004) - Spanien: León (seit 2006) - São Tomé und Príncipe: Água Grande (seit 2008) |

## Söhne und Töchter der Stadt
- Francisco de Morais (1500–1572), Schriftsteller und königlicher Schatzmeister
- Jacob de Castro Sarmento (1691–1762), jüdisch-portugiesischer Arzt und Wissenschaftler, Pionier der Lehren Isaac Newtons in Portugal
- Francisco Xavier Doutel (18. Jahrhundert), Kaufmann, Militär und Kolonialverwalter
- Álvaro Eugénio Neves da Fontoura (1891–1975), Militär, Politiker und Kolonialverwalter
- Maria Baptista dos Santos Guardiola (1895–1987), Mathematiklehrerin und Politikerin, Funktionärin der Estado Novo-Diktatur, eine der ersten weiblichen Parlamentsabgeordneten
- Eduarda Chiote (* 1930), Lyrikerin
- Delfim Jorge Esteves Gomes (* 1962), römisch-katholischer Geistlicher und Weihbischof in Braga
- Telmo Pires (* 1972), portugiesisch-deutscher Jazz- und Fadosänger
- Pizzi (* 1989), Fußballspieler

## Kreis Bragança

### Kreis
Bragança ist auch Sitz eines gleichnamigen Kreises. Benachbart sind im Uhrzeigersinn, im Norden beginnend: Spanien, die Kreise Vimioso, Macedo de Cavaleiros sowie Vinhais.
Mit der Gebietsreform im September 2013 wurden mehrere Gemeinden zu neuen Gemeinden zusammengefasst, so dass sich die Zahl der Gemeinden von zuvor 49 auf 39 verringerte.
Die folgenden Gemeinden (Freguesias) liegen im Kreis Bragança:

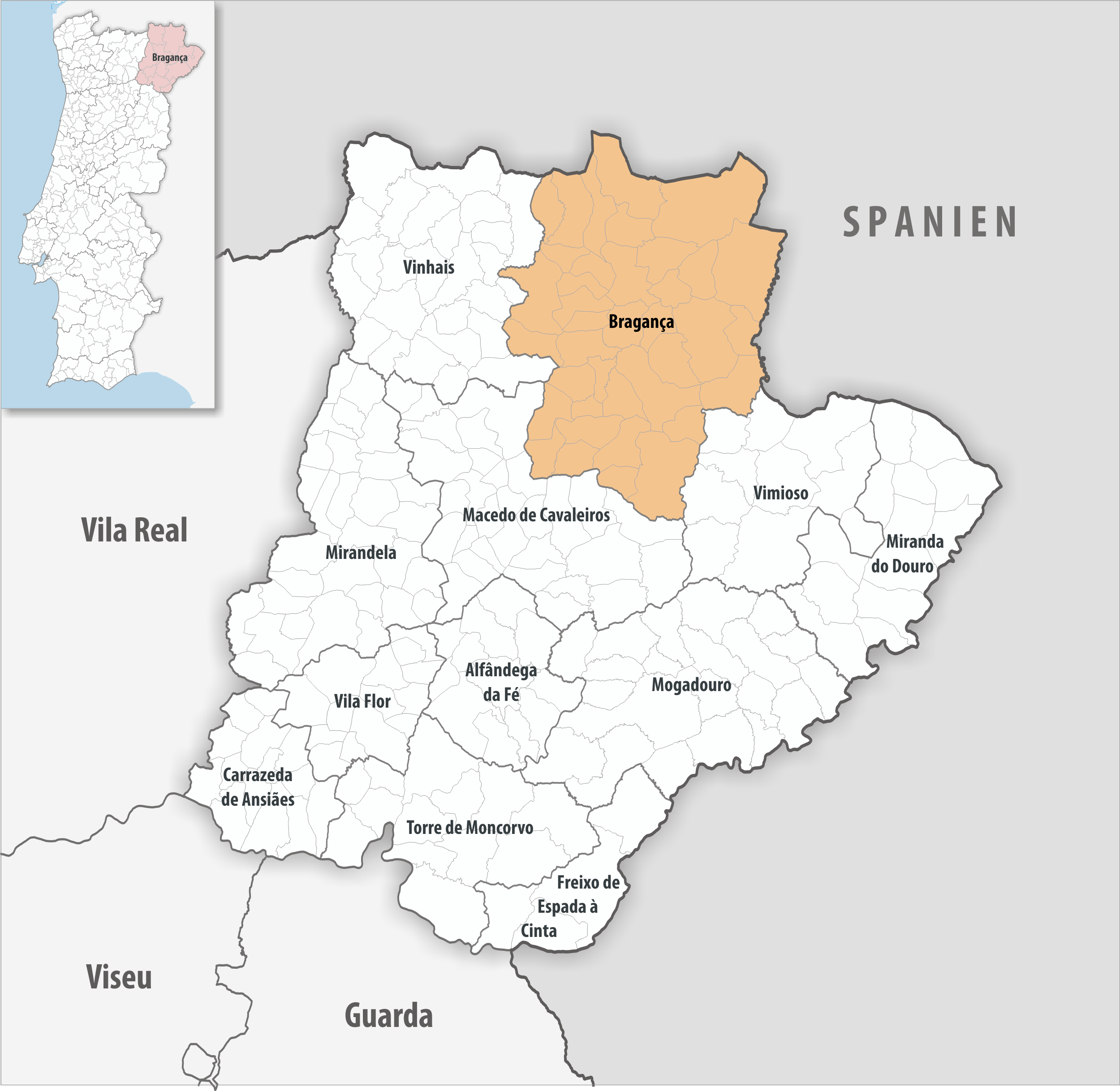
Kreis Bragança

| Gemeinde                         | Einwohner (2021) | Fläche km² | Dichte Einw./km² | LAU- Code |
| -------------------------------- | ---------------- | ---------- | ---------------- | --------- |
| Alfaião                          | 164              | 17,58      | 9                | 040201    |
| Aveleda e Rio de Onor            | 227              | 106,35     | 2                | 040250    |
| Babe                             | 209              | 25,62      | 8                | 040203    |
| Baçal                            | 460              | 28,37      | 16               | 040204    |
| Carragosa                        | 162              | 27,77      | 6                | 040206    |
| Castrelos e Carrazedo            | 214              | 50,53      | 4                | 040251    |
| Castro de Avelãs                 | 430              | 13,48      | 32               | 040209    |
| Coelhoso                         | 279              | 19,78      | 14               | 040210    |
| Donai                            | 419              | 15,07      | 28               | 040212    |
| Espinhosela                      | 227              | 37,03      | 6                | 040213    |
| França                           | 199              | 53,71      | 4                | 040215    |
| Gimonde                          | 358              | 16,50      | 22               | 040216    |
| Gondesende                       | 139              | 12,94      | 11               | 040217    |
| Gostei                           | 397              | 19,49      | 20               | 040218    |
| Grijó de Parada                  | 248              | 31,19      | 8                | 040219    |
| Izeda, Calvelhe e Paradinha Nova | 851              | 72,67      | 12               | 040252    |
| Macedo do Mato                   | 178              | 15,54      | 11               | 040221    |
| Mós                              | 175              | 11,62      | 15               | 040224    |
| Nogueira                         | 462              | 12,07      | 38               | 040225    |
| Outeiro                          | 234              | 40,93      | 6                | 040226    |
| Parada e Failde                  | 539              | 52,13      | 10               | 040253    |
| Parâmio                          | 195              | 22,57      | 9                | 040229    |
| Pinela                           | 227              | 22,65      | 10               | 040230    |
| Quintanilha                      | 217              | 20,30      | 11               | 040232    |
| Quintela de Lampaças             | 184              | 19,98      | 9                | 040233    |
| Rabal                            | 152              | 23,37      | 7                | 040234    |
| Rebordaínhos e Pombares          | 148              | 24,07      | 6                | 040254    |
| Rebordãos                        | 533              | 26,29      | 20               | 040236    |
| Rio Frio e Milhão                | 287              | 63,51      | 5                | 040255    |
| Salsas                           | 269              | 26,12      | 10               | 040239    |
| Samil                            | 1.395            | 10,25      | 136              | 040240    |
| Santa Comba de Rossas            | 276              | 8,75       | 32               | 040241    |
| São Julião de Palácios e Deilão  | 319              | 80,62      | 4                | 040256    |
| São Pedro de Sarracenos          | 380              | 15,91      | 24               | 040244    |
| Sendas                           | 150              | 19,17      | 8                | 040246    |
| Sé, Santa Maria e Meixedo        | 22.689           | 35,69      | 636              | 040257    |
| Serapicos                        | 187              | 28,25      | 7                | 040247    |
| Sortes                           | 262              | 21,30      | 12               | 040248    |
| Zoio                             | 141              | 24,39      | 6                | 040249    |
| Kreis Bragança                   | 34.582           | 1.173,56   | 29               | 0402      |

Die Freguesia Sé, Santa Maria e Meixedo stellt die eigentliche Stadtgemeinde dar.

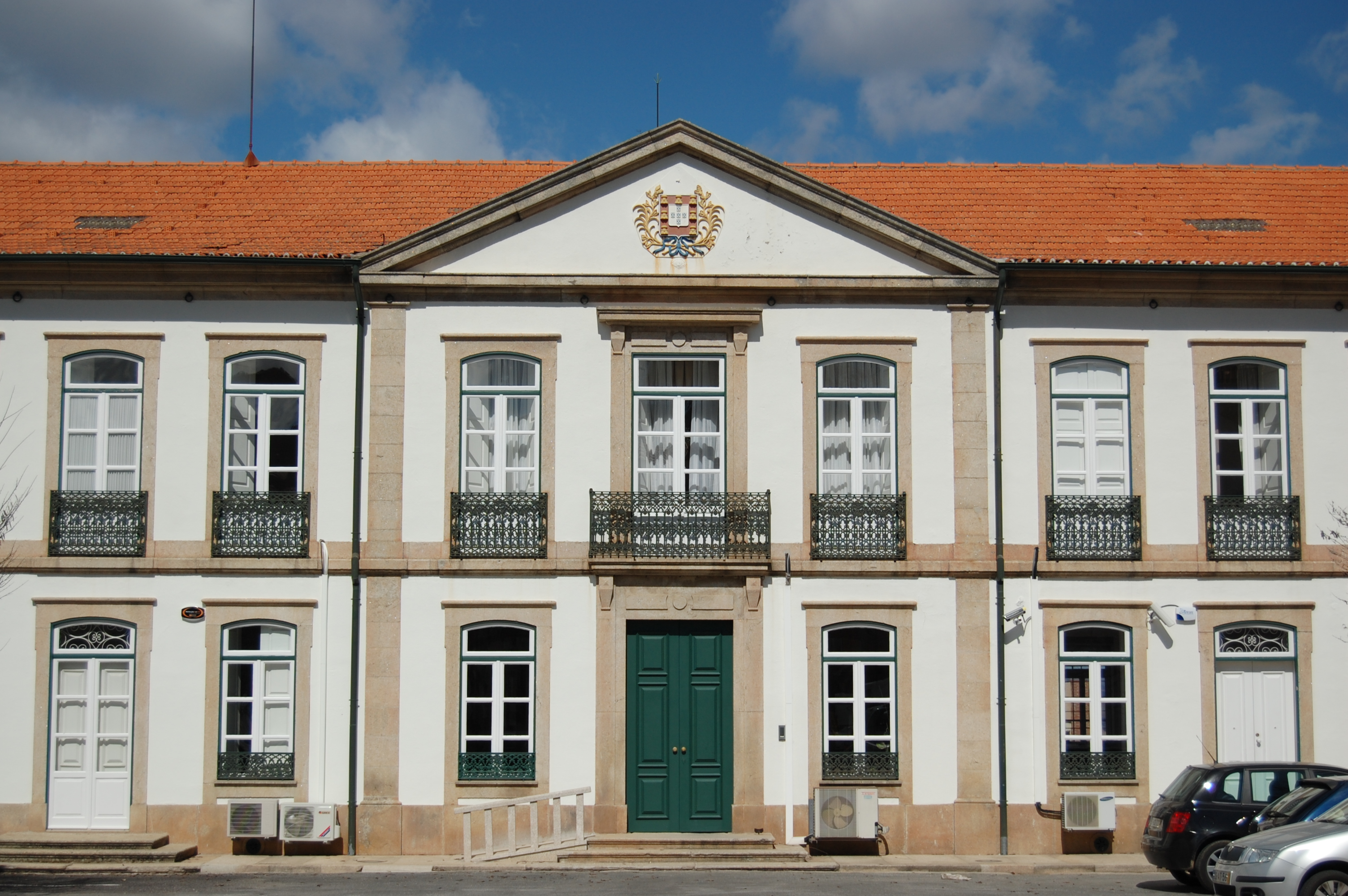
Distriktverwaltung (Governo Civil)

### Bevölkerungsentwicklung
| Einwohnerzahlen im Kreis Bragança (1801–2011) | Einwohnerzahlen im Kreis Bragança (1801–2011) | Einwohnerzahlen im Kreis Bragança (1801–2011) | Einwohnerzahlen im Kreis Bragança (1801–2011) | Einwohnerzahlen im Kreis Bragança (1801–2011) | Einwohnerzahlen im Kreis Bragança (1801–2011) | Einwohnerzahlen im Kreis Bragança (1801–2011) | Einwohnerzahlen im Kreis Bragança (1801–2011) | Einwohnerzahlen im Kreis Bragança (1801–2011) | Einwohnerzahlen im Kreis Bragança (1801–2011) |
| --------------------------------------------- | --------------------------------------------- | --------------------------------------------- | --------------------------------------------- | --------------------------------------------- | --------------------------------------------- | --------------------------------------------- | --------------------------------------------- | --------------------------------------------- | --------------------------------------------- |
| 1801                                          | 1849                                          | 1900                                          | 1930                                          | 1960                                          | 1981                                          | 1991                                          | 2001                                          | 2011                                          |                                               |
| 27.961                                        | 16.929                                        | 30.513                                        | 29.750                                        | 37.553                                        | 35.380                                        | 33.055                                        | 34.750                                        | 35.319                                        |                                               |

### Kommunaler Feiertag
- 22. August